# Golf de Sakhalín
El golf de Sakhalín (en rus Сахалинский залив) és un golf del mar d'Okhotsk, entre la Rússia continental (al nord de la desembocadura de l'Amur) i la punta nord de l'illa Sakhalín. L'amplada del golf arriba fins als 160 km. Està cobert de gel des de mitjans de novembre fins a finals d’abril, però els vents del nord poden deixar la badia bloquejada amb gel fins al juliol.
El port de Moskalvo es troba a la riba oriental del golf de Sakhalín, a prop de l'illa Ush.

## Història
El golf de Sakhalín fou freqüentat per baleners americans i russos a la recerca de balenes de Groenlàndia entre 1848 i 1874. També per negociar amb els nadius per peixos. El 6 i 7 de setembre de 1854 el vaixell City (351 tones), de New Bedford, va naufragar a la riba occidental del golf. La major part de la tripulació va arribar a Sakhalín, però set homes, inclòs el primer oficial, van morir en un bot.